# Ernst Srock
Ernst Srock (* 16. März 1916 in Danzig; † 12. Dezember 1998 in Celle) war ein deutscher Pädagoge und Politiker (GB/BHE).

## Leben und Beruf
Nach dem Schulbesuch arbeitete Srock als Lehrer. Zum 1. Dezember 1936 trat er der NSDAP bei (Mitgliedsnummer 3.764.959). Er wurde 1939 zur Wehrmacht eingezogen und nahm anschließend bis 1945 als Soldat am Zweiten Weltkrieg teil. Bei Kriegsende geriet er in US-amerikanische Gefangenschaft, aus der er 1945 entlassen wurde.
Nach seiner Entlassung aus der Kriegsgefangenschaft siedelte Srock als Heimatvertriebener nach Westdeutschland über und ließ sich in Niedersachsen nieder. Hier war er seit November 1945 erneut als Lehrer tätig.

## Partei
Srock war seit 1948 Kreisvorsitzender des Bundes vertriebener Deutscher (BvD) in Celle. Er beteiligte sich 1950 an der Gründung des GB/BHE-Verbandes Celle-Land und wurde noch im gleichen Jahr zum Kreis- und Bezirksvorsitzenden der Partei gewählt.

## Abgeordneter
Srock wurde 1948 in den Gemeinderat sowie in den Kreistag des Kreises Celle gewählt. Dem Deutschen Bundestag gehörte er von 1953 bis 1957 an. Er war über die Landesliste des GB/BHE Niedersachsen ins Parlament eingezogen.

## Öffentliche Ämter
Srock amtierte seit November 1958 als stellvertretender Landrat des Kreises Celle.